# Кубо, Тайто
Тайто Кубо (яп. 久保 帯人 Кубо Тайто, /tаɪtoʊ/), настоящее имя — Нориаки Кубо (яп. 久保 宣章 Кубо Нориаки) — японский мангака. Он наиболее известен своей мангой «Блич».
Часто встречаются ошибочные варианты написания его псевдонима, например: Титэ Кубо, Кубо Тайт, Куботайт, Куботайто, Куботитэ.

## Биография
Родился Тайто Кубо 26 июня 1977 года в Японии, префектура Хиросима. В интервью он рассказывал, что как-то раз решил поучаствовать в конкурсе, который проводился журналом Weekly Shonen Jump, не выиграл, зато получил звонок от одного из редакторов, предложившего сотрудничать. В 1996 году в Weekly Shonen Jump вышла первая короткая манга Тайто Кубо «Ultra Unholy Hearted Machine».
Первой крупной работой Кубо стала фэнтези-манга «Zombie Powder» (с англ. — «Порошок зомби»), изданная в 1999 году в журнале Shonen Jump. Особой популярности «Zombie Powder» не приобрела, и после выхода четырёх томов издание было приостановлено. Однако следом в том же журнале появилась манга «Блич», которая стала очень известной. Продано уже более 7 миллионов копий.
Существует миф, согласно которому «Блич» сначала вообще не хотели публиковать: по словам редактора, она была слишком похожа на Yu Yu Hakusho, известную мангу, которая выходила в том же Weekly Shonen Jump в девяностых годах. Тайто Кубо так расстроился, что решил покончить с карьерой мангаки, но Акира Торияма, создатель Dragon Ball, заметил «Блич» и отправил Кубо письмо с просьбой не падать духом, а продолжать работу. Тем не менее, нет достоверных источников, подтверждающих существование такого письма.
В 2005 «Блич» получила награду издательства Shogakukan как лучшая манга в жанре сёнэн. Кубо также разрабатывал дизайн персонажей для аниме-версии «Блич» (чем мангаки обычно не занимаются), а также озвучивал плюшевого льва по имени Кон в OVA «Bleach — Memories in the Rain». Тайто заядлый геймер, он переиграл во все компьютерные игры по манге «Блич».
В 2011 году в журнале «Nikkei Entertainment» был опубликован рейтинг наиболее коммерчески успешных мангак современности. Кубо занял в рейтинге пятое место.
В декабре 2012 года Кубо сообщил, что женился.

## Влияния
В работе Кубо вдохновляется иностранными языками, музыкой, архитектурой, кинематографом, японской литературой. Он особенно увлечён испанским языком, который кажется ему «чарующим» и «сочным», и даёт испанские имена своим персонажам. Авторская любовь к сверхъестественному и монстрам пришла после прочтения манги Сигэру Мидзуки «Ge Ge Ge no Kitaro», а большое количество сражений и интерес к оружию — от «Saint Seiya» Масами Курумады, которую Тайто Кубо любил в детстве. Он также упоминал, что заинтересовался мифами и загробной жизнью благодаря Saint Seiya, которая заимствует элементы древнегреческой мифологии. Кроме того, Тайто Кубо интересуется дизайном и архитектурой.

## Работы

### Короткие истории
- Ultra Unholy Hearted Machine (1996, Shonen Jump Special, опубликована во 2 томе Zombie Powder.)
- Rune Master Urara (яп. 刻魔師 麗 Kokumashi Urara, 1996, Shonen Jump, опубликована в 3 томе Zombie Powder.)
- Bad Shield United (1997, Shonen Jump, опубликована в 4 томе Zombie Powder.)
- Bleach: New Breathes From Hell (2021, Weekly Shōnen Jump, Shueisha).[13]

### Манга-сериалы
Все три манги публиковались издательством Shueisha в журнале Shonen Jump.
- Zombie Powder (яп. ゾンビパウダー Дзомби пауда:, 1999—2000, 4 тома, выпуск прекращен.)
- Блич (2001—2021)
- Burn The Witch (2018—настоящее время)

### Артбуки
- Bleach All Colour But The Black[14]
- Bleach Official Bootleg[15]

### Прочее
- Bleach Official Character Book SOULs[16]
- Bleach Official Anime Guide Book VIBEs[17]
- Bleach Official Character Book 2 MASKED[18]
- Bleach Official Character Book 3 UNMASKED[19]